# Downtempo
缓拍音乐（又名缓拍、慢摇）（直译：「慢节奏」或英語：，直译：「慢拍」）是一种类似于氛围音乐的电子乐，但更加强调节奏，不像痴哈那样具有自然气息。风格范例包含“缓慢而沉寂的节拍，花哨的合成器效果，以及听起来像是透过84年道奇飞镖收音机里传出的旋律”。